# Голубович, Владимир Васильевич
Влади́мир Васи́льевич Голубо́вич (род. 2 июля 1954, Вольск, Саратовская область) — советский хоккеист и российский хоккейный тренер. Мастер спорта СССР.

## Карьера игрока
Начинал играть в футбол и хоккей за заводскую команду «Авангард». Воспитанник хоккейной школы «Кристалла» Саратов первого выпуска 1973 года (тренер — Юрий Иванович Акчурин). Выступал на позиции нападающего. За свою карьеру выступал в следующих советских командах: саратовский «Кристалл» (1972—1977, 50 заброшенных шайб), московское «Динамо» (1978—1981) и киевский «Сокол» (1981—1987). Завершал карьеру игрока в немецком клубе «Гамбург Фризерс». Всего в Высшей лиге СССР провёл 452 матча и забросил 123 шайбы, а с учётом первой лиги забросил 159 шайб. Выступал за вторую сборную СССР. С 1978 по 1980 становился вторым призёром чемпионата СССР, в 1985 завоевал бронзовые награды.

## Карьера тренера
Тренерскую карьеру начал в 1994 году, возглавив московское «Динамо». В 1996 году его команда выиграла Кубок межнациональной хоккейной лиги. Позднее руководил омским «Авангардом», нижнекамским «Нефтехимиком», новосибирской «Сибирью» как тренер и генеральный менеджер, а затем стал наставником латышской команды «Металлург» (Лиепая). Под его руководством латышский клуб дважды выиграл чемпионат Латвии (в 2008 и 2009), а также серебряные (2006) и бронзовые награды (2007). С 2007 по 2008 годы руководил сборной Украины в Первом дивизионе чемпионата мира, но не смог вывести её в Высший дивизион. С 2010 по 2011 годы возглавлял нижегородское «Торпедо», но после того, как нижегородцы упустили место в плей-офф, покинул команду и возглавил «Нефтехимик». В 2014-2015 годах возглавлял «Спутник». С декабря 2015 года по март 2016 входил в тренерский штаб «Витязя». С февраля 2017 года – главный тренер женского хоккейного клуба СКИФ.